# Боски ди Сопра (Болоња)
Боски ди Сопра је насеље у Италији у округу Болоња, региону Емилија-Ромања.
Према процени из 2011. у насељу је живело 7 становника. Насеље се налази на надморској висини од 493 м.